# Sarre aux Jeux olympiques d'été de 1952
L'Allemagne s'est présentée sous deux équipes lors des Jeux olympiques d'été de 1952 à Helsinki : la délégation d'Allemagne de l'ouest et la Sarre. 
En 1947, le Land de Sarre a été placé sous protectorat français. Il a été rattaché à la RFA en 1957, mais a déjà été intégré à l'équipe d'Allemagne en 1956 lors des Jeux olympiques d'été de 1956.
À Helsinki, les 36 athlètes de l'équipe ont pris part à 9 disciplines. L'équipe comptait 31 hommes pour 5 femmes.
L'équipe de Sarre n'a remporté aucune médaille lors de ces Jeux olympiques d'été. La kayakiste Therese Zenz, qui a ensuite remporté trois médailles d'argent pour l'Allemagne lors des deux éditions suivantes des Jeux olympiques, a participé à ses premiers Jeux sous le drapeau de la Sarre lors de cette édition à Helsinki, où elle a terminé 9e.

## Engagés sarrois par sport
Athlétisme
| Hommes                             | Femmes                                                        |
| ---------------------------------- | ------------------------------------------------------------- |
| - Toni Breder (en) - Willi Burgard | - Hilde Antes - Inge Eckel - Ursula Finger - Inge Glashörster |

 Aviron
| Hommes |
| --- |
| - Werner Biel - Klaus Hahn - Herbert Kesel - Hans Krause-Wichmann - Joachim Krause-Wichmann - Hans Peters - Günther Schütt |

 Boxe
| Hommes                                        |
| --------------------------------------------- |
| - Helmut Hofmann - Willi Rammo - Kurt Schirra |

 Canoë-Kayak
| Hommes                       | Femmes         |
| ---------------------------- | -------------- |
| - Heinrich Heß - Kurt Zimmer | - Therese Zenz |

 Escrime
| Hommes                                                                    |
| ------------------------------------------------------------------------- |
| - Karl Bach - Walter Brödel - Günther Knödler - Ernst Rau - Willi Rössler |

 Gymnastique
| Hommes                                                                                                  |
| --- |
| - Norbert Dietrich - Rolf Lauer - Walter Müller - Heinz Ostheimer - Arthur Schmitt - Alfred Wiedersporn |

 Lutte
| Hommes                                           |
| ------------------------------------------------ |
| - Norbert Kohler - Erich Schmidt - Werner Zimmer |

  Natation
| Hommes           |
| ---------------- |
| - Georg Mascetti |

 Tir
| Hommes                             |
| ---------------------------------- |
| - Hans Eschenbrenner - Ludwig Gräf |